# Острови Сінгапуру
Список островів Сінгапуру — перелік природних, штучних та колишніх островів Сінгапуру (стан — грудень 2012). Масштабна меліораційних діяльність за останні сторіччя призвела до зникнення багатьох природних островів Сінгапуру та появи декількох нових. Наразі Сінгапур складається з більш ніж 60 островів, список яких представлено нижче.

## Природні острови
- Педра Бранка
- Пулау-Анак-Буком/Пулау Анак Букум
- Пулау-Буджау
- Пулау-Біола (Острів Віолін/укр. Острів Скрипки)
- Пулау-Брани
- Пулау-Буая — острова Джуронг
- Пулау-Буком/Пулау Букум
- Пулау-Буком-Кечхіл/Пулау Букум Кечхіл
- Пулау-Було
- Пулау-Бузінг
- Пулау-Дамар-Лаут — Джуронг
- Пулау-Дамієн — Пулау Теконг
- Пулау-Ханту (Острів Привидів)
- Пулау-Чен
- Пулау-Кеппел
- Пулау-Кетам — Пулау Убін
- Пулау-Кхатіб-Бонгсу
- Пулау-Маланг-Сіаджар — Пулау Теконг
- Пулау-Палаван — Сентоза
- Пулау-Пава
- Пулау-Пергам — Лім Чху Канг
- Пулау-Ренггіс — Сентоса
- Пулау-Сакіджанг-Бендера — Острів Святого Джона
- Пулау-Сакіджанг-Пелепей — Лазурний острів
- Пулау-Салу
- Пулау-Самулун — Джуронг
- Пулау-Сарімбун — Лім Чху Канг
- Пулау-Сатуму (острів Одного дерева)
- Пулау-Себарок (Середній острів)
- Пулау-Секуду (острів Жаби) — Пулау Убін
- Пулау-Селетар
- Пулау-Селугу (острів Саронг)
- Пулау-Семакау
- Пулау-Сенанг (острів Барн)
- Пулау-Серангун (Коні-Айленд)
- Пулау-Серінгат
- Пулау-Серінгат Кечхіл
- Пулау-Сабарів Дарат (Острови Сестер)
- Пулау-Субару Луат (Острови Сестер)
- Пулау-Судонг
- Пулау-Теконг
- Пулау-Текукор — Сентоза
- Пулау-Тембакул — Острів Кусу/Острів Пік
- Пулау-Убін
- Пулау-Улар — Пулау Буком
- Пулау-Унум — Пулау Теконг
- Сентоса (також відомий як Пулау-Белаканг-Маті)
- Сінгапур (Пулау Уджонг)
- Султан Шол

## Штучні острови
- Острів «Джуронг»
- острів «Китайський сад» в озері «Джуронг»
- Кораловий острів (Сінгапур) в бухті «Сентоза»
- Острів Парадайз в бухті «Сентоза»
- Острів Перл в бухті «Сентоза»
- Пулау Пунгол Барат
- Пулау Пунгол Тимор
- острів «Японський сад» в озері «Джуронг»
- Острів Санді в бухті «Сентоза»
- «Острів скарбів» в бухті «Сентоза»

## Колишні острови
- Анак Пулау — тепер частина острова «Джуронг»
- Берхала Репінг — тепер частина Сентози.
- Пулау Айер Чхаван — тепер частина острова «Джуронг»
- пулу Айер Мербау — тепер частина острова «Джуронг»
- Пулау Бакау — тепер частина острова «Джуронг»
- Пулау Дарат — тепер частина Сентози.
- Пулау Мерлімау — тепер частина острова «Джуронг»
- Пулау Мусемут Дарат — тепер частина острова «Джуронг»
- Пулау Мусемут Лаут — тепер частина острова «Джуронг»
- Пулау Мескол — тепер частина острова «Джуронг»
- Пулау Песек — тепер частина острова «Джуронг»
- Пулау Песек Кечіл — тепер частина острова «Джуронг»
- Пулау Сайгон — затоплений рікою «Сінгапур»
- Пулау Сакенг/Пулау Секінг — тепер частина Пулау Семакау
- Пулау Сакра — тепер частина острова «Джуронг»
- Пулау Саньонгконг — тепер частина Пулау Теконг
- Пулау Седжахад — тепер частина Пулау Теконг
- Пулау Седжахад Кечхіл — тепер частина Пулау Теконг
- Пулау Семечхек — тепер частина Пулау Теконг
- Пулау Сіра — тепер частина острова «Джуронг»
- Пулау Теконг Кечхіл — тепер частина Пулау Теконг
- Терумбу Рета Лаут — тепер частина контейнерного терміналу Пасір Панджанг на основному острові.